# Сурена (сасанидский полководец)
Сурена (также известен как Сурен) — сасанидский полководец IV века, представитель дома Суренов

## Биография
Сурен был членом одного из Семи великих домов Ирана — Дома Суренов, который принимал активное участие во внутренней политике со времен Парфии и владела частями Сакастана в качестве своей личной вотчины. Сурен, по-видимому, был влиятельной фигурой, его описывали как «второго во власти после царя». Впервые он упоминается в 363 г., когда 24 апреля устроил засаду патрульному отряду во главе с поступившим на службу к римскому императору Юлиану братом царя Шапура II Хормиздом. Хормизду удалось бежать только из-за разлива Евфрата, а на следующий день после разграбления римлянами Пирисаборы Сурена устроил засаду на три эскадрона римской кавалерии, убив некоторых из них, в том числе одного из трибунов, а также захватил аквилу.
В битве при Ктесифоне 29 мая Пигран, Нарсей и Сурена потерпели поражение от римлян и в результате были вынуждены отступить к городским стенам. После смерти Юлиана в следующем месяце в Самарре Сурена, который в то время находился в Норширакане, был отправлен с другим дворянином для переговоров о мире с римлянами. По прибытии в римский лагерь их приветствовал недавно провозглашённый император Иовиан, который сделал Флавия Аринфея своим посредником в мирном соглашении между двумя сторонами. Договор был назван ignobili decreto («позорным договором») римлянами, которые должны были уступить восточную Месопотамию, Армению и прилегающие регионы, включая пятнадцать крепостей и важный город Нисибис, христианское население которого было переселено на римскую землю.